# Sarinda pretiosa
Sarinda pretiosa är en spindelart som beskrevs av Banks 1909. Sarinda pretiosa ingår i släktet Sarinda och familjen hoppspindlar. Inga underarter finns listade i Catalogue of Life.